# Coupe de Chine

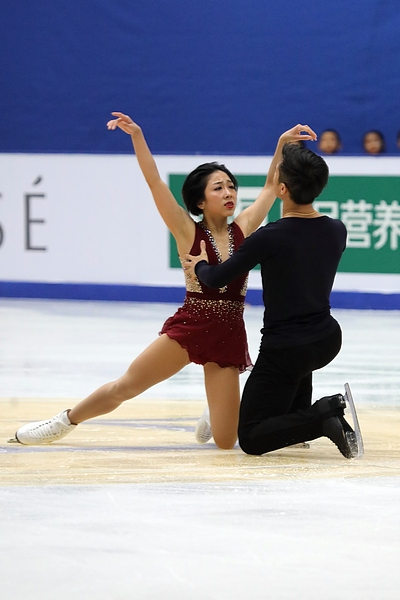
Epreuve en couple

La Coupe de Chine est une compétition internationale de patinage artistique de niveau senior. Elle est organisée par la Chinese Skating Association. C'est la troisième compétition du Grand Prix ISU et elle a habituellement lieu en novembre. Le lieu de la compétition change chaque année.
La première compétition de la Coupe de Chine a eu lieu en 2003. Elle remplace la Coupe d'Allemagne.
En 2018, la fédération chinoise (Chinese Skating Association) refuse d'organiser la compétition. L'International Skating Union charge la capitale finlandaise d'organiser exceptionnellement l'événement.
En 2021 et 2022, en raison de restrictions de voyage et d'exigences de quarantaine liées à la pandémie de Covid-19, la Coupe de Chine est remplacée par un Grand-Prix d'Italie en 2021 et le Trophée MK John Wilson en 2022.

## Médaillés

### Messieurs
| Édition | Lieu      | Or               | Argent            | Bronze            |
| ------- | --------- | ---------------- | ----------------- | ----------------- |
| 2003    | Pékin     | Timothy Goebel   | Brian Joubert     | Chengjiang Li     |
| 2004    | Pékin     | Jeffrey Buttle   | Chengjiang Li     | Stefan Lindemann  |
| 2005    | Pékin     | Emanuel Sandhu   | Stéphane Lambiel  | Andrei Griazev    |
| 2006    | Nankin    | Evan Lysacek     | Sergei Davydov    | Emanuel Sandhu    |
| 2007    | Harbin    | Johnny Weir      | Evan Lysacek      | Stéphane Lambiel  |
| 2008    | Pékin     | Jeremy Abbott    | Stephen Carriere  | Tomáš Verner      |
| 2009    | Pékin     | Nobunari Oda     | Evan Lysacek      | Sergey Voronov    |
| 2010    | Pékin     | Takahiko Kozuka  | Brandon Mroz      | Tomáš Verner      |
| 2011    | Shanghai  | Jeremy Abbott    | Nobunari Oda      | Nan Song          |
| 2012    | Shanghai  | Tatsuki Machida  | Daisuke Takahashi | Sergey Voronov    |
| 2013    | Pékin     | Yan Han          | Maksim Kovtun     | Takahiko Kozuka   |
| 2014    | Shanghai  | Maksim Kovtun    | Yuzuru Hanyu      | Richard Dornbush  |
| 2015    | Pékin     | Javier Fernández | Jin Boyang        | Yan Han           |
| 2016    | Pékin     | Patrick Chan     | Jin Boyang        | Sergey Voronov    |
| 2017    | Pékin     | Mikhail Kolyada  | Jin Boyang        | Max Aaron         |
| 2018    | Helsinki  | Yuzuru Hanyu     | Michal Březina    | Cha Jun-hwan      |
| 2019    | Chongqing | Jin Boyang       | Yan Han           | Matteo Rizzo      |
| 2020    | Chongqing | Jin Boyang       | Yan Han           | Chen Yudong       |
| 2021    | Turin     | Yuma Kagiyama    | Mikhail Kolyada   | Daniel Grassl     |
| 2022    | Sheffield | Daniel Grassl    | Deniss Vasiļjevs  | Shun Sato         |
| 2023    | Chongqing | Adam Siao Him Fa | Shoma Uno         | Mikhail Shaidorov |
| 2024    | Chongqing | Shun Sato        | Mikhail Shaidorov | Adam Siao Him Fa  |
| 2025    | Chongqing |                  |                   |                   |

### Dames
| Édition | Lieu      | Or                     | Argent                   | Bronze                 |
| ------- | --------- | ---------------------- | ------------------------ | ---------------------- |
| 2003    | Pékin     | Elena Liashenko        | Yoshie Onda              | Fumie Suguri           |
| 2004    | Pékin     | Irina Sloutskaïa       | Viktoria Volchkova       | Joannie Rochette       |
| 2005    | Pékin     | Irina Sloutskaïa       | Mao Asada                | Shizuka Arakawa        |
| 2006    | Nankin    | Julia Sebestyen        | Yukari Nakano            | Emily Hughes           |
| 2007    | Harbin    | Kim Yuna               | Caroline Zhang           | Carolina Kostner       |
| 2008    | Pékin     | Kim Yuna               | Miki Ando                | Laura Lepisto          |
| 2009    | Pékin     | Akiko Suzuki           | Kiira Korpi              | Joannie Rochette       |
| 2010    | Pékin     | Miki Ando              | Akiko Suzuki             | Alena Leonova          |
| 2011    | Shanghai  | Carolina Kostner       | Mirai Nagasu             | Adelina Sotnikova      |
| 2012    | Shanghai  | Mao Asada              | Ioulia Lipnitskaïa       | Kiira Korpi            |
| 2013    | Pékin     | Anna Pogorilaya        | Adelina Sotnikova        | Carolina Kostner       |
| 2014    | Shanghai  | Elizaveta Tuktamysheva | Ioulia Lipnitskaïa       | Kanako Murakami        |
| 2015    | Pékin     | Mao Asada              | Rika Hongo               | Elena Radionova        |
| 2016    | Pékin     | Elena Radionova        | Kaetlyn Osmond           | Elizaveta Tuktamysheva |
| 2017    | Pékin     | Alina Zagitova         | Wakaba Higuchi           | Elena Radionova        |
| 2018    | Helsinki  | Alina Zagitova         | Stanislava Konstantinova | Kaori Sakamoto         |
| 2019    | Chongqing | Anna Chtcherbakova     | Satoko Miyahara          | Elizaveta Tuktamysheva |
| 2020    | Chongqing | Chen Hongyi            | Angel Li                 | Jin Minzhi             |
| 2021    | Turin     | Anna Chtcherbakova     | Maiia Khromykh           | Loena Hendrickx        |
| 2022    | Sheffield | Mai Mihara             | Isabeau Levito           | Anastasia Gubanova     |
| 2023    | Chongqing | Hana Yoshida           | Rinka Watanabe           | Loena Hendrickx        |
| 2024    | Chongqing | Amber Glenn            | Mone Chiba               | Chaeyeon Kim           |
| 2025    | Chongqing |                        |                          |                        |

### Couples
| Édition | Lieu      | Or                                       | Argent                                 | Bronze                                  |
| ------- | --------- | ---------------------------------------- | -------------------------------------- | --------------------------------------- |
| 2003    | Pékin     | Xue Shen / Hongbo Zhao                   | Qing Pang / Jian Tong                  | Maria Petrova / Aleksey Tikhonov        |
| 2004    | Pékin     | Xue Shen / Hongbo Zhao                   | Dan Zhang / Hao Zhang                  | Valérie Marcoux / Craig Buntin          |
| 2005    | Pékin     | Maria Petrova / Aleksey Tikhonov         | Qing Pang / Jian Tong                  | Dorota Zagórska / Mariusz Siudek        |
| 2006    | Nankin    | Xue Shen / Hongbo Zhao                   | Qing Pang / Jian Tong                  | Aljona Savchenko / Robin Szolkowy       |
| 2007    | Harbin    | Qing Pang / Jian Tong                    | Keauna Mclaughlin / Rockne Brubaker    | Jessica Miller / Ian Moram              |
| 2008    | Pékin     | Dan Zhang / Hao Zhang                    | Tatiana Volosozhar / Stanislav Morozov | Qing Pang / Jian Tong                   |
| 2009    | Pékin     | Xue Shen / Hongbo Zhao                   | Dan Zhang / Hao Zhang                  | Tatiana Volosozhar / Stanislav Morozov  |
| 2010    | Pékin     | Qing Pang / Jian Tong                    | Wenjing Sui / Cong Han                 | Caitlin Yankowskas / John Coughlin      |
| 2011    | Shanghai  | Yuko Kavaguti / Alexandre Smirnov        | Zhang Dan / Zhang Hao                  | Kirsten Moore-Towers / Dylan Moscovitch |
| 2012    | Shanghai  | Pang Qing / Tong Jian                    | Yuko Kavaguti / Alexandre Smirnov      | Ksenia Stolbova / Fedor Klimov          |
| 2013    | Pékin     | Aljona Savchenko / Robin Szolkowy        | Pang Qing / Tong Jian                  | Peng Cheng / Zhang Hao                  |
| 2014    | Shanghai  | Peng Cheng / Zhang Hao                   | Yu Xiaoyu / Jin Yang                   | Wang Xuehan / Wang Lei                  |
| 2015    | Pékin     | Yuko Kavaguti / Alexandre Smirnov        | Sui Wenjing / Han Cong                 | Yu Xiaoyu / Jin Yang                    |
| 2016    | Pékin     | Yu Xiaoyu / Zhang Hao                    | Peng Cheng / Jin Yang                  | Lubov Ilyushechkina / Dylan Moscovitch  |
| 2017    | Pékin     | Sui Wenjing / Han Cong                   | Yu Xiaoyu / Zhang Hao                  | Kirsten Moore-Towers / Michael Marinaro |
| 2018    | Helsinki  | Natalia Zabiiako / Aleksandr Enbert      | Nicole Della Monica / Matteo Guarise   | Daria Pavliuchenko / Denis Khodykin     |
| 2019    | Chongqing | Sui Wenjing / Han Cong                   | Peng Cheng / Jin Yang                  | Liubov Ilyushechkina / Charlie Bilodeau |
| 2020    | Chongqing | Peng Cheng / Jin Yang                    | Wang Yuchen / Huang Yihang             | Zhu Daizifei / Liu Yuhang               |
| 2021    | Turin     | Sui Wenjing / Han Cong                   | Peng Cheng / Jin Yang                  | Iuliia Artemeva / Mikhail Nazarychev    |
| 2022    | Sheffield | Alexa Scimeca Knierim / Brandon Frazier  | Sara Conti / Niccolò Macii             | Letizia Roscher / Luis Schuster         |
| 2023    | Chongqing | Deanna Stellato-Dudek / Maxime Deschamps | Rebecca Ghilardi / Filippo Ambrosini   | Peng Cheng / Wang Lei                   |
| 2024    | Chongqing | Sara Conti / Niccolò Macii               | Minerva Fabienne Hase / Nikita Volodin | Lia Pereira / Trennt Michaud            |
| 2025    | Chongqing |                                          |                                        |                                         |

### Danse
| Édition | Lieu      | Or                                      | Argent                              | Bronze                                       |
| ------- | --------- | --------------------------------------- | ----------------------------------- | -------------------------------------------- |
| 2003    | Pékin     | Tatiana Navka / Roman Kostomarov        | Olena Hrushyna / Ruslan Honcharov   | Isabelle Delobel / Olivier Schoenfelder      |
| 2004    | Pékin     | Tanith Belbin / Benjamin Agosto         | Galit Chait / Sergei Sakhnovski     | Marie-France Dubreuil / Patrice Lauzon       |
| 2005    | Pékin     | Tatiana Navka / Roman Kostomarov        | Galit Chait / Sergei Sakhnovski     | Megan Wing / Aaron Lowe                      |
| 2006    | Nankin    | Oksana Domnina / Maksim Chabaline       | Tanith Belbin / Benjamin Agosto     | Jana Khokhlova / Sergey Novitski             |
| 2007    | Harbin    | Tanith Belbin / Benjamin Agosto         | Oksana Domnina / Maksim Chabaline   | Federica Faiella / Massimo Scali             |
| 2008    | Pékin     | Oksana Domnina / Maksim Chabaline       | Tanith Belbin / Benjamin Agosto     | Jana Khokhlova / Sergey Novitski             |
| 2009    | Pékin     | Tanith Belbin / Benjamin Agosto         | Jana Khokhlova / Sergey Novitski    | Federica Faiella / Massimo Scali             |
| 2010    | Pékin     | Nathalie Péchalat / Fabian Bourzat      | Ekaterina Bobrova / Dmitri Soloviev | Federica Faiella / Massimo Scali             |
| 2011    | Shanghai  | Ekaterina Bobrova / Dmitri Soloviev     | Maia Shibutani / Alex Shibutani     | Pernelle Carron / Lloyd Jones                |
| 2012    | Shanghai  | Nathalie Péchalat / Fabian Bourzat      | Ekaterina Bobrova / Dmitri Soloviev | Kaitlyn Weaver / Andrew Poje                 |
| 2013    | Pékin     | Nathalie Péchalat / Fabian Bourzat      | Ekaterina Bobrova / Dmitri Soloviev | Madison Chock / Evan Bates                   |
| 2014    | Shanghai  | Gabriella Papadakis / Guillaume Cizeron | Maia Shibutani / Alex Shibutani     | Anna Cappellini / Luca Lanotte               |
| 2015    | Pékin     | Anna Cappellini / Luca Lanotte          | Madison Chock / Evan Bates          | Elena Ilinykh / Ruslan Zhiganshin            |
| 2016    | Pékin     | Maia Shibutani / Alex Shibutani         | Kaitlyn Weaver / Andrew Poje        | Aleksandra Stepanova / Ivan Bukin            |
| 2017    | Pékin     | Gabriella Papadakis / Guillaume Cizeron | Madison Chock / Evan Bates          | Ekaterina Bobrova / Dmitri Soloviev          |
| 2018    | Helsinki  | Aleksandra Stepanova / Ivan Bukin       | Charlène Guignard / Marco Fabbri    | Lorraine McNamara / Quinn Carpenter          |
| 2019    | Chongqing | Victoria Sinitsina / Nikita Katsalapov  | Madison Chock / Evan Bates          | Laurence Fournier Beaudry / Nikolaj Sørensen |
| 2020    | Chongqing | Wang Shiyue / Liu Xinyu                 | Chen Hong / Sun Zhuoming            | Ning Wanqi / Wang Chao                       |
| 2021    | Turin     | Gabriella Papadakis / Guillaume Cizeron | Madison Hubbell / Zachary Donohue   | Aleksandra Stepanova / Ivan Bukin            |
| 2022    | Sheffield | Charlène Guignard / Marco Fabbri        | Lilah Fear / Lewis Gibson           | Marjorie Lajoie / Zachary Lagha              |
| 2023    | Chongqing | Piper Gilles / Paul Poirier             | Marjorie Lajoie / Zachary Lagha     | Caroline Green / Michael Parsons             |
| 2024    | Chongqing | Charlène Guignard / Marco Fabbri        | Marjorie Lajoie / Zachary Lagha     | Christina Carreira / Anthony Ponomarenko     |
| 2025    | Chongqing |                                         |                                     |                                              |

## Sources
Site de l'ISU